# Open Your Heart
„Open Your Heart” este al patrulea single al Madonnei de pe albumul True Blue, fiind lansat pe 12 noiembrie 1986 de către Sire Records. A fost inclus pe primul „greatest hits” al cântăreței, The Immaculate Collection, într-o formă remixată. Deși inițial era un cântec rock 'n roll, Madonna l-a schimbat într-unul dance-pop. Din punct de veder al versurilor, acesta spune povestea unui băiat îndrăgostit de o fată. Videoclipul, un tribut actrițelor Liza Minnelli și Marlene Dietrich, prezintă însă un alt concept al piesei - Madonna joacă rolul unei dansatoare exotice care se împrietenește cu un băiat, fugind din clubul în care lucra. A primit recenzii pozitive datorită faptului că a prezentat o diferită perspectivă asupra voyorismului și prezentarea inocenței în locul unei teme sexuale, cu toate că intrarea unui copil într-un club de striptease a fost criticată.
„Open Your Heart” a fost primit cu recenzii pozitive din partea criticilor muzicali, devenind un succes comercial, fiind al cincilea cântec al artistei care a atins prima poziție în Billboard Hot 100. Piesa a fost interpretată de cântăreață în două din turneele sale - Who's That Girl Tour (1987) și Blond Ambition Tour (1990), Madonna purtând faimosul sutien cu conuri în timpul cântecului. Mai mulți artiști au înregistrat preluări după piesă, apărând și în filmul Crossroads.

## Compunerea și inspirația
Cântecul era inițial o piesă rock, compusă pentru Cyndi Lauper de Gardner Cole și Peter Rafelson, intitulată „Follow Your Heart”, cu toate că nu i-a mai fost oferit acesteia. Titlul original, conform lui Cole, venea de la un restaurant local din California. Cole a explicat mai târziu:

„Eu și Peter de obicei compunem foarte repede. De obicei durează o zi sau două pentru un cântec, dar dintr-un oarecare motiv, nu am crezut că acesta ar fi un hit. Am continuat să lucrăm la el timp de un an. Slavă Domnului! [...] A fost primul cântec care a fost ales pentru albumul True Blue. Am fost foarte emoționat, deoarece, de multe ori, primele cântece alese nu mai ajung pe varianta finală. Dar a reușit să ajungă pe album, ceea ce a deschis foarte multe uși pentru mine.”

Managerul lui Cole, Bennett Freed, lucra cu personalul Madonnei, care căuta material nou pentru albumul acesteia. Trei dintre cântecele lui Cole au fost alese pentru a fi verificate mai târziu, inclusiv „Open Your Heart”. Cu toate că nu se potrivea exact cu genul de piese cântate de Madonna în acea perioadă, l-a ales totuși. Solista a modificat unele versuri, primind astfel credit ca și co-autor, iar alături de Patrick Leonard, a adăugat un ritm de bassline, transformându-l într-un cântec rock-dance. Acesta a devenit primul înregistrat pentru albumul True Blue, la sfârșitul anului 1985, fiind inclus în lista finală.
Grupul muzical The Temptations a fost de asemenea luat în considerare pentru a înregistra piesa, însă, după ce au auzit că Madonna a înregistrat-o deja, s-au răzgândit.

## Recepția

### Premii și recunoașteri
| Anul | Ceremonia                        | Premiul                       | Rezultatul |
| ---- | -------------------------------- | ----------------------------- | ---------- |
| 1986 | The 1986 Pazz & Jop Critics Poll | Videos                        | Locul 7    |
| 1987 | The 1986 Pazz & Jop Critics Poll | Singles                       | Locul 2    |
| 2003 | Slant Magazine                   | 100 Greatest Music Videos     | Locul 16   |
| 2006 | AssociatedContent.com            | The 500 Songs of the 1980s    | Locul 311  |
| 2009 | Billboard                        | Cântecele de top ale Madonnei | Locul 10   |
| 2011 | FUSE                             | Sexiest Music Videos          | Locul 73   |

### Performanța în topuri
„Open Your Heart” a debutat pe locul 51 în ediția din 6 decembrie 1986 a revistei Billboard, fiind cel mai slab debut de pe album. A intrat în top 10 în a șaptea săptămână, clasându-se pe prima poziție în ediția din 7 februarie 1987. Cântecul s-a bucurat de succes și în clasamentul Hot Dance Music/Club Play, unde a atins prima poziție. Discul single a fost a douăsprezecea intrare a Madonnei în topul Hot Adult Contemporary, unde a atins locul 12. În Canada, piesa a debutat pe locul 83 în decembrie 1986, și a atins locul 8 în februarie 1987, coborând apoi din clasament treptat.
Internațional, a avut mai puțin succes, cu toate că s-a clasat în top 10 în Regatul Unit, Italia, Belgia și Olanda. În Regatul Unit, discul single a debutat pe locul 8, atingând locul 4 în următoarea săptămână, unde a mai stat două ediții, coborând repede apoi din clasament, stând doar opt săptămâni în top.

## Videoclipul
Autoarea americană Camille Paglia a numit videoclipul ca fiind nu numai cel mai bun al Madonnei, dar și „unul din cele mai bune trei patru videoclipuri realizate vreodată”. În recenzia pentru videoclip, Bruce Handy de la revista People a apreciat mesajul transmis, cel al sexualității femeilor ținute prizioneră de dorința nevrotică a bărbaților, cu toate că a comentat asemănarea dintre Madonna și Marilyn Monroe.

## Clasamente
| Clasamentul (1986/1987)        | Poziția maximă | Referință |
| ------------------------------ | -------------- | --------- |
| Australia                      | 16             | [ 22 ]    |
| Austria                        | 18             | [ 22 ]    |
| Belgia                         | 4              | [ 23 ]    |
| Canada                         | 8              | [ 24 ]    |
| Elveția                        | 11             | [ 22 ]    |
| Eurochart Hot 100 Singles      | 4              | [ 25 ]    |
| Franța                         | 24             | [ 22 ]    |
| Germania                       | 17             | [ 26 ]    |
| Irlanda                        | 2              | [ 27 ]    |
| Italia                         | 6              | [ 28 ]    |
| Japonia (Weekly Singles Chart) | 1              | [ 24 ]    |

| Clasament (1986/1987)                           | Poziția maximă | Referință |
| ----------------------------------------------- | -------------- | --------- |
| Marea Britanie                                  | 4              | [ 29 ]    |
| Noua Zeelandă                                   | 12             | [ 22 ]    |
| Olanda                                          | 7              | [ 22 ]    |
| S.U.A. Billboard Hot 100                        | 1              | [ 30 ]    |
| S.U.A. Billboard Hot 100 Airplay                | 1              | [ 31 ]    |
| S.U.A. Billboard Hot Singles Sales              | 2              | [ 31 ]    |
| S.U.A. Billboard Hot Dance Club Play            | 1              | [ 30 ]    |
| S.U.A. Billboard Adult Contemporary             | 12             | [ 30 ]    |
| S.U.A. Billboard Dance Music/Maxi-Singles Sales | 3              | [ 30 ]    |
| S.U.A. Billboard Hot Crossover Singles          | 12             | [ 32 ]    |